# 實川額十郎 (2代目)
二代目 實川 額十郎（にだいめ じつかわ がくじゅうろう、1813年（文化10年） - 1867年3月27日（慶応3年2月22日））は幕末の上方の歌舞伎役者。屋号は井筒屋。俳名に延若・延賞がある。
京に生まれ、大坂南本町で育つ。幼くして初代淺尾額十郎の門人となり淺尾萬吉と名乗る。素質が認められて師の養子となり、文化14年（1817年）淺尾延三郎と改名する。1833年（天保4年）養父の改姓にともない實川延三郎と改名。その後主に上方を中心に名古屋の舞台活動を行う。弘化4年（1847年）大坂中の芝居で『心中重井筒』の紺屋徳兵衛で養父の13回忌を行う。慶応元年（1865年）春、二代目實川額十郎を襲名する。
世話物の立役を得意とし、幕末の上方歌舞伎において和事の名人といわれた。天保11年（1840年）ごろから眼病に冒され、慶応2年（1866年）に完全に失明して「盲の額十郎」と渾名された。それでも『絵本太功記』の武智光秀をつとめたが、ある日熱演のあまり二重屋台から足を踏み外しよろめいてしまった。このとき伴奏の三味線がとっさの機転で「ズズズズン」と弾いたのが評判となり、これが現在に伝わる型となっている。
門人には初代實川延若、初代實川八百蔵、二代目實川延三郎らがいる。